# Anthracophora rusticola
Anthracophora rusticola är en skalbaggsart som beskrevs av Hermann Burmeister 1842. Anthracophora rusticola ingår i släktet Anthracophora och familjen Cetoniidae. Inga underarter finns listade i Catalogue of Life.